# Leonard Bacon
Leonard Bacon (Detroit, 1802 – New Haven, 1881) è stato un religioso statunitense.
Era figlio di David Bacon, missionario fra gl'indiani del Michigan e fondatore della città di Tallmadge nell'Ohio.
La scrittrice Delia Bacon era sua sorella.
Insegnante a Yale (1866), fu un grande attivista antischiavismo: diresse giornali e mensili di grande calibro dove inserì articolati editoriali come The Independent e The New Englander.

## Opere
- Slavery discussed in occasional essays (1846)
- The genesis of The New England Church (1874)